# David Hume de Godscroft
Pour les articles homonymes, voir David Hume (homonymie) et Hume.
David Hume de Godscroft, Humius, ou Home est un historien et théoricien politique écossais né en 1558 et mort en 1629. Poète polémique, ami d'Andrew Melville, il est une figure intellectuelle de premier plan des Jacobiens écossais. Il a également passé une décennie en France en tant que pasteur d'une paroisse protestante.

## Biographie

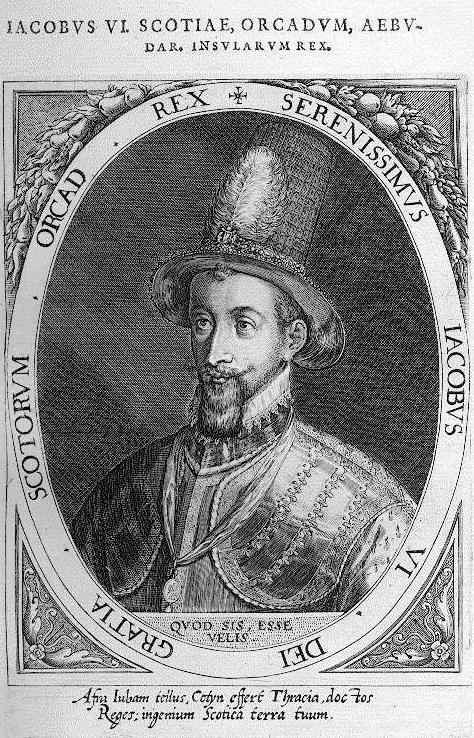
Le roi Jacques VI d'Écosse

Né à Godscroft, à 2 miles au nord de l'abbaye Saint-Bathans, sur les collines du Lammermoor, dans le Berwickshire, David Hume de Godscroft est le fils cadet du septième baron de Wedderburn, Sir David Hume de Berwickshire. Après l'école publique de  Dunbar, il entre à l'université de St Andrews en 1578, puis, il se rend en France et à Genève, avec l'intention d'aller en Italie. Rappelé par la maladie de son frère aîné, il revient en Écosse aux environs de 1581. Il gère les affaires familiales pendant cette maladie puis, en 1583, il est nommé secrétaire d'Archibald Douglas, 8e comte d'Angus, qui est assigné à résidence dans le nord de l'Écosse.
Pendant l'exil des soutiens de Lord Ruthven à Newcastle, Hume demeure à Londres, comme étudiant. En réalité, il agit pour le compte d'Angus. Il soutient la politique de son protecteur jusqu'en 1588, notamment dans une série de lettres au sujet de l'obéissance due aux princes. Il est rejoint dans ce combat par le révérend John Craig. Après la mort d'Archibald Douglas, David Hume repart pour la France, où sa présence est attestée en 1593 par les récits de voyages du capitaine John Smith.
En 1604, David Hume est pasteur de Duras, en Guyenne. En 1614, il revient en Écosse et apporte le soutien du roi James Ier au synode de Tonneins mais sa mission de réconciliation au sein du camp protestant échoue.
À la fin de sa vie, David Hume se consacre à la littérature. Il se retire dans sa propriété de Gowkscroft dans le Berwickshire, qu'il rebaptise Godscroft, et publie des poètes latins sous le nom de Theagrius. Sa fille, Anna Hume, devint une traductrice célèbre, et son fils, James Hume, devint Français. Éditeur des œuvres de son père, mais aussi d'une algèbre nouvelle dans le droit fil de François Viète, James Hume compte parmi les mathématiciens les plus originaux de son temps.

## Œuvres

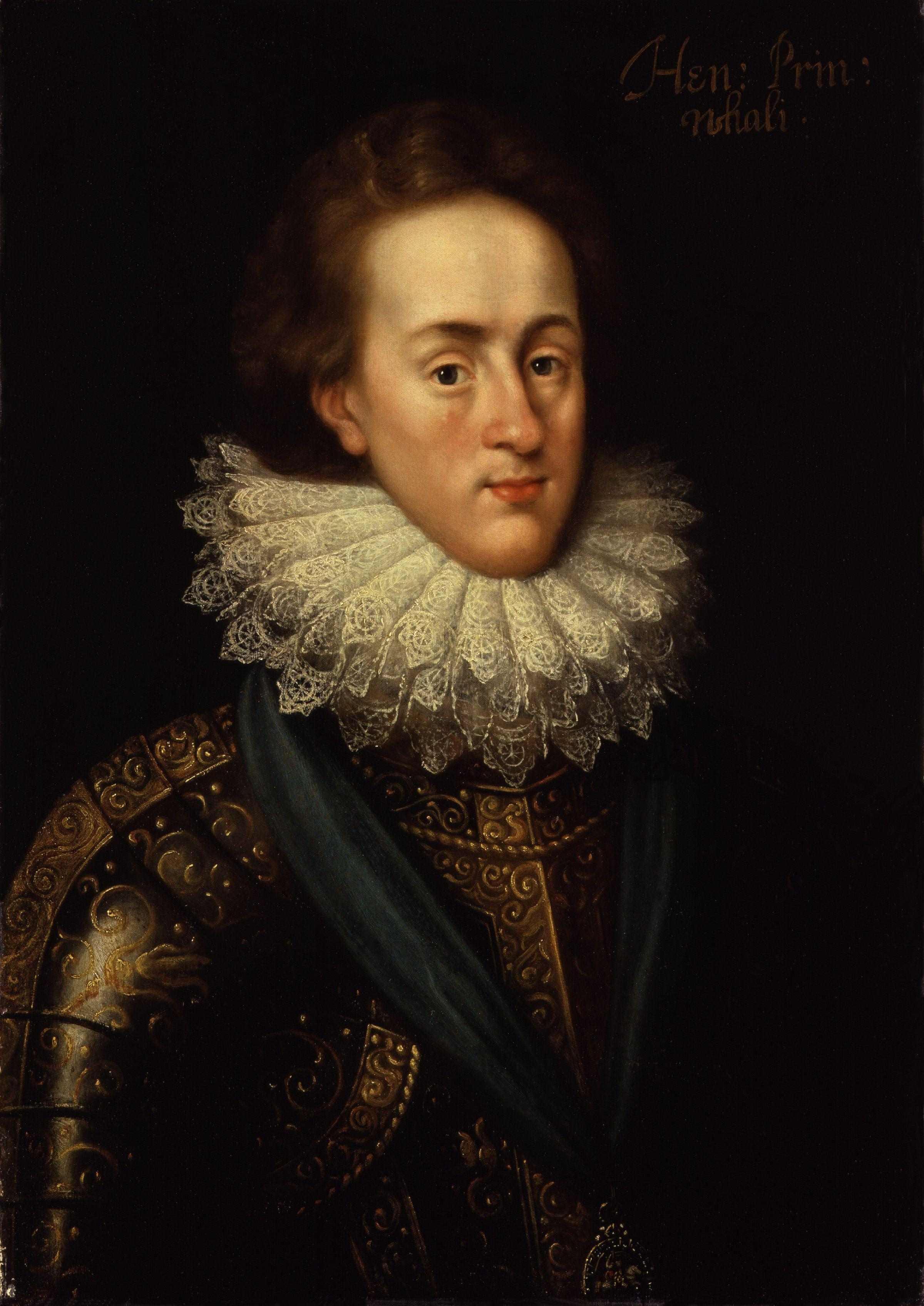
Henri-Frédéric Stuart

### Les écrits politiques et religieux
En 1605, influencé par Robert Pont, David Hume commence son traité De Unione insulae Britanniae, une étude sur la façon de réaliser l'union plus étroite politique de l'Écosse et l'Angleterre.
Seule la première partie voit le jour à Londres (la seconde partie se trouve dans les collections de Sibbald et Wodrow).
Il polémique sur ce thème avec James Law, évêque des Orcades, de 1608 à 1611, puis, à partir de 1613, avec William Cowper, évêque de Galloway.
En 1617, Hume rédige en latin un pamphlet contre William Camden intitulé Cambdenia. Il y défend l'Écosse
Il fait publier en 1626, un ouvrage consacré à Charles Ier d'Angleterre, intitulé Apologie Basilique; seu Machiavel Ingenium Examinatum, in Princeps libro quem inscripsit.
On lui doit encore une Réponse à l'Apologie des Jésuites (1612), en français et des Maximes du Vieux de la Montagne professées par le défunt Henri le Grand (en 1617).

### Les poésies néo-latines de Hume
Hume écrit des poèmes latins  depuis sa jeunesse. Il reçoit des éloges de George Buchanan pour son Daphné-Amaryllis, qu'il rend public.
À la mort du prince de Galles Henri-Frédéric, Hume rédige un hommage commémoratif.
En 1617 il donne un Regi suo Gratulatio pour le retour du roi en Écosse.
Ses poèmes latins ont été publiés à deux reprises à Paris, en 1632 et 1639 par son fils Hume. sous le nom de Davidis Humii Wedderburnensis Poemata Omnia. Accessere ad finem Unio Britannica et Proelium ad Lipsiam soluta oratione.

### L'histoire de la famille Douglas
Hume est lui-même un des petits-enfants d'Alison Douglas, et donc un descendant d'Archibald Douglas, 5e comte d'Angus.
Il retrace la généalogie de cette famille, dont il sert le 11e comte  puis le premier marquis David, à partir de la fin du XIVe siècle, jusqu'à sa propre génération. Dédié à son frère aîné, son manuscrit est publié en 1839 par le Club d'Abbotsford.
La fille de David Hume commença la publication des  travaux de son père mais ne put mener à bien cette tâche, en raison de l'opposition de William Douglas. Rédigée entre 1625 et 1630, l'année de la mort de David Hyme, elle fut partiellement imprimée à Édimbourg en 1644 par Evan Tyler avec pour titre Histoire de la race de Douglas et d'Angus ou histoire générale de l'Écosse. Elle débute par la vie de Sholto Douglas, vainqueur de Donald Bane, et se conclut avec celle d'Archibald Douglas, 8e comte d'Angus. En fait, elle se poursuit jusqu'à la mort de William Douglas, 10e comte d'Angus, en 1611. Cette histoire a inspiré le romancier écossais Walter Scott.